# Lepidopilum muelleri
Lepidopilum muelleri là một loài rêu trong họ Daltoniaceae. Loài này được Hampe Hampe mô tả khoa học đầu tiên năm 1865.